# Ріофреддо
Ріофреддо (італ. Riofreddo) — муніципалітет в Італії, у регіоні Лаціо,  метрополійне місто Рим-Столиця.
Ріофреддо розташоване на відстані близько 50 км на північний схід від Рима.
Населення — 781 особа (2014).

## Демографія
Населення за роками:

Станом на 1 січня 2023 року в муніципалітеті офіційно проживало 109 іноземців з 14 країн, серед них 84 громадяни країн Євросоюзу та 1 громадянин України.

## Сусідні муніципалітети
- Арсолі
- Чинето-Романо
- Орикола
- Ров'яно
- Валлінфреда